# تشارلز إدوارد راسيل
تشارلز إدوارد راسيل (بالإنجليزية: Charles Edward Russell)‏ هو صحفي أمريكي، ولد في 25 سبتمبر 1860 في دافنبورت في الولايات المتحدة، وتوفي في 23 أبريل 1941 في واشنطن العاصمة في الولايات المتحدة.

## وصلات خارجية
- تشارلز إدوارد راسيل على موقع IMDb (الإنجليزية)
- تشارلز إدوارد راسيل على موقع الموسوعة البريطانية (الإنجليزية)
- تشارلز إدوارد راسيل على موقع إن إن دي بي (الإنجليزية)